# Všivavec
Všivavec je chráněný areál ve správních územích obcí Smolenice, Horné Orešany a Boleráz v okrese Trnava v Trnavském kraji na Slovensku Území bylo vyhlášeno v roce 1992 a jeho rozloha je 34,11 hektaru. Předmětem je ochrana teplomilných společenstev a dolomitových výchozů předhoří Malých Karpat.